# Budi
Budi (ang. Budi County) to jednostka podziału terytorialnego w Sudanie Południowym. Według spisu powszechnego z 2008 r. liczba mieszkańców wynosi 99 199. Siedzibą administracji jest miejscowość Chukudum. Do 2015 leżała w stanie Ekwatoria Wschodnia, po reformie z roku 2015 leży w stanie Namorunyang.